# Sahaspur
Sahaspur är en ort i Indien.   Den ligger i distriktet Bijnor och delstaten Uttar Pradesh, i den norra delen av landet, 150 km öster om huvudstaden New Delhi. Sahaspur ligger 224 meter över havet och antalet invånare är 24 452.
Terrängen runt Sahaspur är mycket platt. Runt Sahaspur är det mycket tätbefolkat, med 1 361 invånare per kvadratkilometer. Närmaste större samhälle är Seohārā, 10,3 km norr om Sahaspur. Trakten runt Sahaspur består till största delen av jordbruksmark.